# 清山宏明
清山 宏明（きよやま ひろあき、1968年3月13日 - ）は、鹿児島県出身の元騎手・現調教助手。

## 来歴
競馬学校騎手課程2期生で熊沢重文・松永幹夫・横山典弘と同期になり、1986年に卒業して騎手免許を取得し、栗東・小原伊佐美厩舎からデビュー。
1年目の1986年は3月8日の小倉第1競走4歳未勝利・サンエムリーダー（16頭中8着）で初騎乗を果たし、4月5日の阪神第3競走4歳未勝利・ブライトインターで初勝利を挙げる。
3年目の1988年には4月17日の阪神で初の1日2勝を挙げるなど初の2桁勝利となる16勝をマーク。
1989年には3月18日の阪神、翌19日の中京で勝利して初の2日連続勝利を挙げ、笠松で地方招待2着のダイタクチカラを父に持つダイタクロンシャンで小倉大賞典4着・中日新聞杯5着に入った。
1990年にはカツラノハイセイコ産駒の青森産馬サンアカネで北九州記念3着に入り、1991年には4歳馬ルーブルアクトで小倉記念をヌエボトウショウ・イクノディクタスら古馬を相手にコンマ4秒差4着 と健闘したほか、3年ぶりの2桁となる16勝をマークし、1993年まで3年連続2桁勝利を記録。
1993年にはホリスキー産駒ロンシャンボーイをデビュー戦以来の騎乗となったダート戦で3勝目に導くと、御堂筋ステークス（1500万下）を16頭中15番人気で勝利し芝での初白星を準オープンで挙げる。京阪杯ではムッシュシェクル・エイシンテネシー・ウィッシュドリームら人気馬を尻目に逃げ切り勝ちを収め、重賞初勝利 を挙げる。宝塚記念はゲートで暴れて惨敗したが、高松宮杯ではナリタタイシン・アラシ・マチカネタンホイザ・シスタートウショウ・オースミロッチらに逃げ切ってあっと言わせ、重賞2勝目を挙げた。暮れの鳴尾記念では16頭中15番人気のルーブルアクトで4コーナー先頭から粘ってマーベラスクラウンにクビ差勝利し、同年は重賞3勝を含む年間17勝とキャリアハイの成績を残した。
1994年にはルーブルアクトの軽快な逃げが定着し、京都記念ではライスシャワーを抑えてビワハヤヒデの2着、天皇賞（春）でもギリギリまで逃げて4コーナーまで先頭という見せ場充分なレースをした。7月16日の札幌第9競走富良野特別では14頭中14番人気のダイカツマッドネスで勝利して馬連5万馬券の波乱を起こし、11月5日の京都第6競走3歳新馬では15頭中12番人気のタマモクロス産駒タマモヒカリで勝利するが、9勝と4年連続2桁勝利には届かなかった。
1995年からはフリーとなり、2月5日の京都第3競走4歳未勝利・ロンシャンダイヤで通算100勝を達成し、函館3歳ステークスでは普段から調教を手伝っていた中村均厩舎のプラウドマンに騎乗。デビュー2戦に騎乗した佐藤哲三が同厩のフジノムテキに騎乗するため乗り替わりに指名され、当日は視界不良になるほどの大雨の中で位置は気にせず、道中は7、8番手に着ける。直線で綺麗な馬場を走らせるために外へ出すと、次々に脱落する先行勢を力強く差し切った。プラウドマンで2年ぶりで最後の重賞勝利を挙げ、暮れの朝日杯3歳ステークスでも騎乗するなど、同年には2年ぶりの2桁勝利となる13勝をマーク。
1996年にはプラウドマンで第1回NHKマイルカップでは18頭中17番人気ながら最後方から追い込み、勝ったタイキフォーチュンと同じ上がり34秒8でファビラスラフインに先着する9着に入り、騎手人生で唯一の東京優駿参戦も果たした。
1997年4月19日の京都第4競走4歳未勝利では10番人気のタマモクロス産駒タマモイナズマで1番人気のステイゴールドに勝利し、1998年には3年ぶりで最後の2桁勝利となる10勝をマーク。
1999年に領家政蔵厩舎所属となり、1月31日の京都第9競走こぶし賞ではワンダーファングでマルカキャンディに3馬身差付けて逃げ切った。
2001年11月25日の中京第11競走香嵐渓特別・ワンダーウォーカーが最後の勝利、2002年4月7日の阪神第5競走3歳未勝利・ガーネットビコー（18頭中3着）が最後の騎乗となり、6月10日付で現役を引退。
引退後は領家厩舎の調教助手となり、2006年には服部利之厩舎、2007年には角居勝彦厩舎に移籍。
角居厩舎ではウオッカやディアデラノビア、ラキシス・キセキなどの調教を担当し、2018年と2020年にはキセキで天皇賞（秋）のベストターンドアウト賞を受賞。多忙な角居に代わって、数多くの取材を受ける同厩舎のスポークスマンとしてメディアに登場することもあったが、2021年2月に厩舎が解散。
解散後は角居厩舎に所属していた辻野泰之厩舎に移籍し、カラテを担当。2022年にはカラテで3度目となる天皇賞（秋）のベストターンドアウト賞を受賞。

## 騎手成績
| 通算成績 | 1着 | 2着 | 3着 | 4着以下 | 出走回数 | 勝率 | 連対率 |
| -------- | --- | --- | --- | ------- | -------- | ---- | ------ |
| 平地     | 141 | 129 | 153 | 1749    | 2172     | .065 | .124   |
| 障害     | 0   | 0   | 1   | 5       | 6        | .000 | .000   |
| 計       | 141 | 129 | 154 | 1754    | 2178     | .065 | .124   |

主な騎乗馬
- ロンシャンボーイ（1993年京阪杯・高松宮杯）
- ルーブルアクト（1993年鳴尾記念）
- プラウドマン（1995年函館3歳ステークス）